# Christian Garnier (geografo)
Christian Garnier (Parigi, 24 luglio 1872 – Parigi, 4 settembre 1898) è stato un geografo francese.

## Biografia

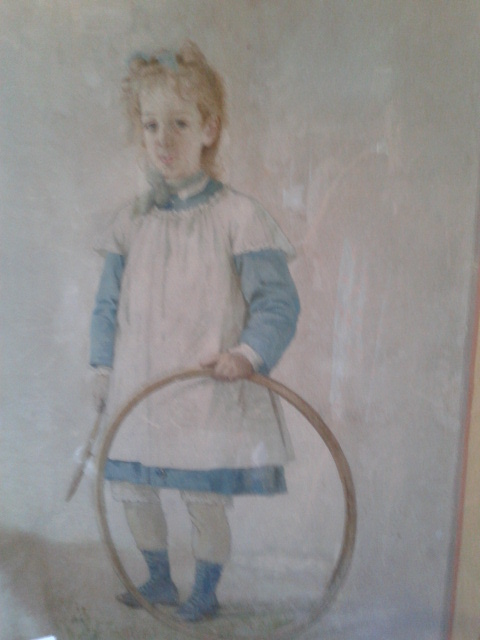
Ritratto di Christian Garnier bambino a Villa Garnier, Bordighera

Christian Garnier nasce nel 1872 ed è il secondogenito di Charles Garnier e Louise Bary. Christian, detto Nino, crescerà nell'amore dei genitori. La coppia, che si era sposata nel 1858, aveva perso il primogenito Daniel, nato il 21 marzo 1862, otto anni prima, all'età di due anni. Il ragazzo, che era di costituzione fragile, fu sempre molto seguito sia dalla madre che dal padre, cosa piuttosto insolita all'epoca visto che i genitori e soprattutto i padri non si occupavano dell'educazione dei bambini piccoli.
Christian dimostrò subito di possedere una mente vivace. Frequenta il famoso Lycée Louis-le-Grand, dove ha come professore Auguste-Stephane Ammann (1844-1921). Fin da giovane dimostrò di essere appassionato di lingue e di geografia, tanto da divenire a soli 18 anni il membro più giovane della “Società Geografica di Parigi”. A 21 anni s'iscrive alla “Scuola d'Ingegneria Civile”, ma i suoi progetti e la sua salute saranno fortemente minati da un attacco di tubercolosi nel 1894. La vita non sarà più la stessa. I Garnier decideranno di soggiornare quasi tutto l'anno a Bordighera, dove possedevano una villa, Villa Garnier costruita dal padre nel 1871.
Il giovane Christian aveva anche una notevole forza di carattere e nel 1894, malgrado la malattia, riuscì a far pubblicare il “Trattato di geografia generale”. Nel 1899 Ernest Leroux gli pubblicava il “Metodo di trascrizione razionale generale dei nomi geografici” (TRG), senza dubbio il suo lavoro più significativo, visto che questa nomenclatura è utilizzata ancora oggigiorno in ambito geografico.
In quegli anni continua a partecipare a numerosi congressi scientifici in tutta Europa e nel 1898 partecipò al “Prix Volney”, che gli fu attribuito postumo all'unanimità per il suo lavoro "Méthode de Transcription rationnelle générale des Noms géographiques".. 
Nel 1897 aveva pubblicato anche “Carta della ripartizione delle lingue nelle Alpi occidentali” incentrato sulle similitudini dei dialetti parlati su vari confini politici. Nello stesso anno scrisse anche “Catalogus Plantarum” sulle varietà botaniche presenti nel parco di villa Garnier e lo studio geografico “Monografia della provincia di Porto Maurizio”. La sua ultima pubblicazione, apparsa pochi mesi prima di morire, fu “Grammatica e vocabolari degli idiomi di Bordighera e Realdo”. Morì a soli 26 anni, il 4 settembre 1898, un mese dopo il padre e fu sepolto nel Cimitero di Montparnasse vicino a suo padre..

## Premi e ricompense
Nel 1898 riceve, in via del tutto eccezionale il Prix Volney postumo. La motivazione addetta dalla commissione esaminatrice è la seguente: "... quest'anno, oltre ad un'opera sulla grammatica slava, la commissione corona il lavoro di un brillante giovane, che sfortunatamente è morto prima di vedersi attribuito il premio, e che ha ideato un sistema di trascrizione per i nomi geografici: Sig. Christian Garnier."
Nel 1925 la "Società Geografica di Parigi" ha creato il "Prix Christian Garnier". Si tratta di un premio riservato agli autori che hanno contribuito al progresso degli studi geografici.

## Pubblicazioni
- "Dossier sur Bordighera" (1889)
- "Essai de géographie générale suivi de tables se rapportant à la géographie" (1895)
- "Charte de la distribution des langues dans les Alpes occidentales" (1897)
- "Catalogus plantarum vivacium annuarumque quae in plena terra cultae reperiuntur in horto Villae Caroli Garnier" (1897)
- "Monographie de la province de Porto Maurizio" (1897)
- "Méthode de transcription rationnelle générale des noms géographique», publié à Paris chez Leroux en 1898[8]
- "Lettres sur participation au III Congrès italien de géographies", Bordighera (19 avril 1898)
- "Deux patois des Alpes-Maritimes italiennes: grammaires et vocabulaires méthodiques des idiomes de Bordighera et de Realdo" (1898)